# Дейв Ди

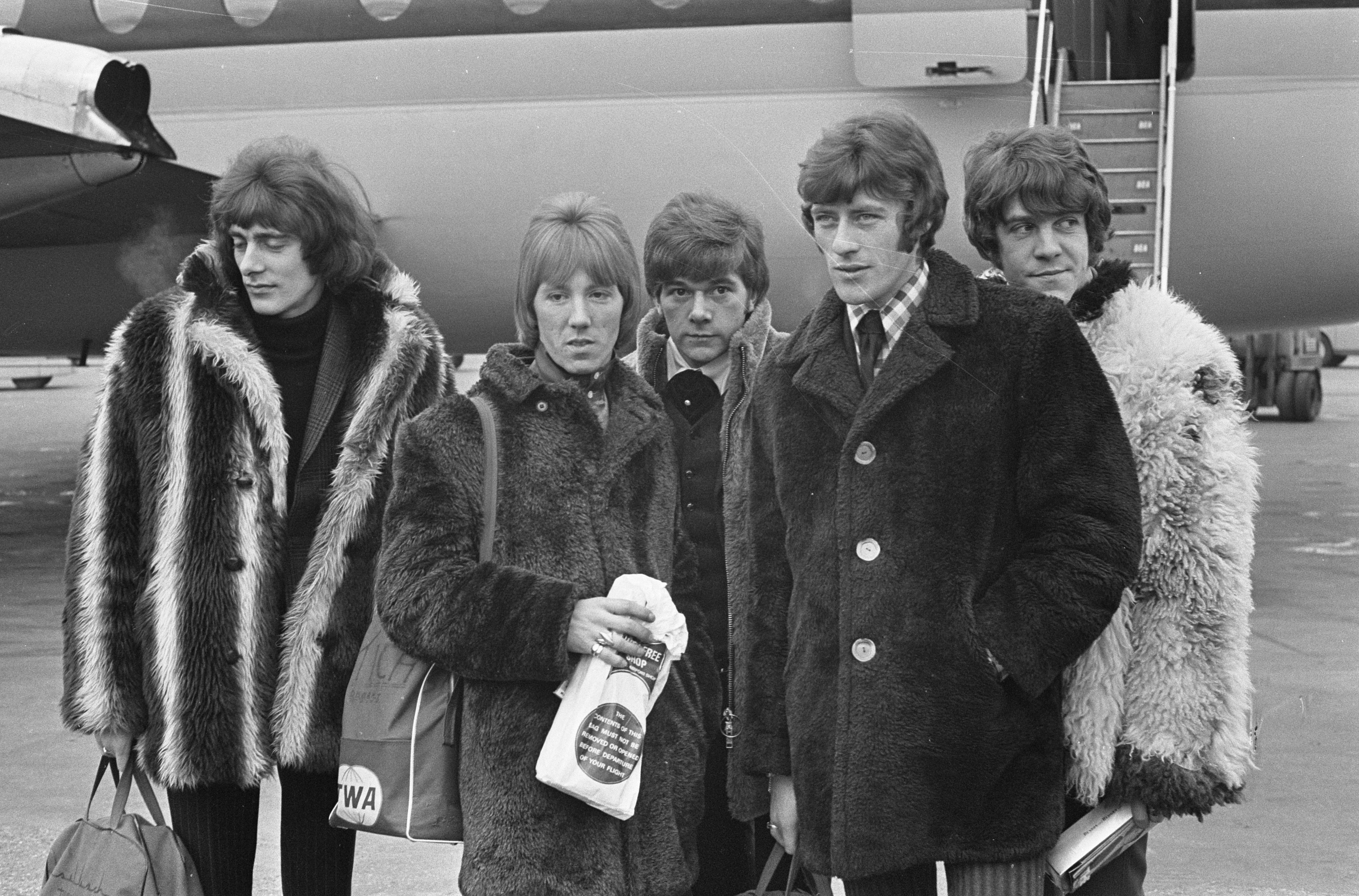
Дейв Ди (крайний справа) с другими участниками рок-группы в аэропорту Схипхол, 1967

Дейв Ди (настоящее имя Дейвид Джон Хартман, англ. David John Harman 17 декабря 1941 — 9 января 2009) — британский музыкант, участник рок-группы Dave Dee, Dozy, Beaky, Mick & Tich.

## Биография
Он стал профессиональным музыкантом в 1962 году. Его первая группа называлась 'Dave Dee and the Bostons', которая концертировала в Великобритании и Германии и поддерживала выступления The Honeycombs в 1964 году. Потом они изменили название группы на Dave Dee, Dozy, Beaky, Mick and Tich, и в 1966—1969 годах на лейбле Fontana Records выпустили несколько хитов.
Британский певец, экс-полисмен и лидер знаменитой в 1964-72-е гг рок-группы «Dave Dee, Dozy, Beaky, Mick & Tich», у которой в Англии в 1968 году был хит № 1: «The Legend of Xanadu».
Умер от рака 9 января 2009 года, обнаруженного у него ещё в 2001 году. Ему было 67 лет.

## Дискография

### Альбомы
- Dave Dee, Dozy, Beaky, Mick & Tich (1966)
- If Music Be The Food Of Love… Prepare For Indigestion (1966)
- Golden Hits Of Dave Dee, Dozy, Beaky, Mick & Tich (1967)
- If No-one Sang (1968)
- DDDBM&T (1969)
- Together (1969)

### Синглы
- «No Time» (Ken Howard/Alan Blaikley) / «Is It Love?» (Harman, Wilson, Davies, Amey, Dymond) (Fontana TF729, 29 Jan 1965)
- «All I Want» (Ken Howard/Alan Blaikley) / «It Seems A Pity» (Harman, Wilson, Davies, Amey, Dymond) (1965)
- «You Make It Move» (Ken Howard/Alan Blaikley) / «I Can’t Stop» (Ken Howard/Alan Blaikley) (Nov 1965) — В Англии поднялся в чарте до — № 26
- «Hold Tight!» (Howard Blaikley)/ «You Know What I Want» (Howard Blaikley) (1966) — № 4
- «Hideaway» / «Here’s A Heart» (1966) — № 10
- «Bend It» / «She’s So Good» (1966) — № 2
- «Save Me» / «Shame» (1966) — № 4
- «Touch Me Touch Me» / «Marina» (1967) — № 13
- «Okay!» / «He’s A Raver» (1967) — № 4
- «Zabadak!» / «The Sun Goes Down» (1967) — № 3
- «The Legend of Xanadu» / «Please» (1968) — № 1
- «Last Night In Soho» / «Mrs Thursday» (1968) — № 8
- «Wreck Of The Antoinette» / «Still Life» (1968) — № 14
- «Don Juan» / «Margareta Lidman» (1969) — № 23
- «Snake In The Grass» / «Bora Bora» (1969) — № 23
- «Mr President» / «Frisco Annie» (1970) — № 33
- «Festival» / «Leader of a rock & roll band» (1970)
- «She’s My Lady» / «Babeigh» (1974)
- «Staying With it» / «Sure Thing» (1983)